# Ginnastica Ardor Padova 1908
La Ginnastica Ardor Padova 1908 è una società di ginnastica italiana con sede a Padova, Stella d'oro al merito sportivo e Quattro stelle ginnastica ritmica.

## Storia
Viene fondata nel 1908 a Padova in Via Patriarcato, ed è tra le più vecchie società sportive di Padova. 
Nel 1988 la Società Ginnastica Ardor S.r.l., viene trasformata in una cooperativa.

## Atleti famosi
Gli atleti maggiormente decorati che hanno militato in questa società sono stati gli olimpionici Luigi Zanetti, Ruggero Rossato, Maurizio Milanetto e Dana Mogurean. Quest'ultima ha conquistato la medaglia di bronzo a Tokyo 2020 con le Farfalle azzurre di ginnastica ritmica.
Nella prima metà del Novecento, nella Ardor si è formato Luigi Zanetti, olimpionico a Londra 1948 e ad Helsinki 1952, futuro allenatore del campione olimpico Jury Chechi. Milanetto ha partecipato a Montreal 1976 e a Monaco 1972; Rossato ha fatto parte della squadra maschile classificatasi al quinto posto ai Giochi Olimpici di Barcellona e poi ha ottenuto la medaglia di bronzo agli anelli alle Universiadi di Buffalo nel 1993.